# Cayo Norbano Flaco (cónsul 15)
Cayo o Gayo Norbano Flaco  fue un senador que alcanzó el honor del consulado en el año 15.

## Carrera pública
Era nieto de Cayo Norbano Flaco, cónsul en 38 a. C. e hijo de Cayo Norbano Flaco, cónsul en 24 a. C., dentro de una familia muy leal al emperador Augusto y a su obra política. Su hermano Lucio Norbano Balbo también alcanzó el consulado en 19.
El primer cargo conocido de su cursus honorum fue el de pretor urbano, el más prestigioso de los pretores, en 11, puesto al que debería haber seguido el mando en una legión y el gobierno de una provincia de rango pretorio, pero se desconocen estos dos pasos de su carrera, de manera que el siguiente cargo conocido fue en 15, ya fallecido Augusto y proclamado Tiberio, como Consul ordinarius junto con Druso Julio César Tiberio, el hijo de Tiberio, lo que indica la alta fiabilidad política que poseía Norbano de cara al nuevo emperador. Druso fue sustituido el 30 de junio como Consul suffectus por Marco Junio Silano, encargándose ambos de erigir sendas estatuas en honor del divus Augustus en el Circo Flaminio y en la Domus Augustae en el Palatino. Su carrera culminó con el nombramiento como procónsul o gobernador de la provincia romana de Asia en 24.
También fue miembro del colegio sacerdotal de los XV viri sacris faciundis.